# Đội tuyển Fed Cup Ireland
Đội tuyển Fed Cup Ireland đại diện Ireland ở giải đấu quần vợt Fed Cup và được quản lý bởi Hiệp hội Quần vợt Ireland.  Đội hiện tại thi đấu ở Nhóm III khu vực Âu/Phi.

## Lịch sử
Ireland tham gia kì Fed Cup đầu tiên vào năm 1964.  Thành tích tốt nhất là vào vòng 16 đội năm 1972.

## Đội hình hiện tại
- Amy Bowtell
- Julie Byrne
- Jenny Claffey
- Lauren Deegan
- Rachael Dillon
- Sinéad Lohan
- Lynsey McCullough